# Bosgölen
Bosgölen är en sjö i Linköpings kommun i Östergötland och ingår i Motala ströms huvudavrinningsområde. Sjön har en area på 0,107 kvadratkilometer och ligger 167,5 meter över havet. Sjön avvattnas av vattendraget Humpån.

## Delavrinningsområde
Bosgölen ingår i det delavrinningsområde (645090-147678) som SMHI kallar för Inloppet i Storsjön. Medelhöjden är 162 meter över havet och ytan är 33,3 kvadratkilometer. Det finns inga avrinningsområden uppströms utan avrinningsområdet är högsta punkten. Humpån som avvattnar avrinningsområdet har biflödesordning 4, vilket innebär att vattnet flödar genom totalt 4 vattendrag innan det når havet efter 115 kilometer. Avrinningsområdet består mestadels av skog (84 procent). Avrinningsområdet har 0,33 kvadratkilometer vattenytor vilket ger det en sjöprocent på 0,6 procent.